# مانفريد كليم
مانفريد كليم (بالألمانية: Manfred Klieme) مواليد 3 فبراير 1936 في برلين، هو دراج ألماني سابق. سبق أن شارك في دورة الألعاب الأولمبية الصيفية وفاز بميدالية أولمبية.

## الميداليات
| الميدالية | المسابقة                       |
| --------- | ------------------------------ |
| فضية      | الألعاب الأولمبية الصيفية 1960 |

## روابط خارجية
- مانفريد كليم على موقع أرشيف الدراجات (الإنجليزية)
- مانفريد كليم على موقع أوليمبيديا (الإنجليزية)